# Roberto Pinza
Roberto Pinza (Forlì, 19 maggio 1941) è un politico italiano.

## Biografia
Nato a Forlì, nella provincia di Forlì-Cesena, si è laureato in giurisprudenza, avvocato civilista, è stato assistente incaricato di diritto privato all'Università di Bologna e presidente dapprima della Camera di Commercio dell'Emilia-Romagna e successivamente della scuola di master Profingest. Tra le sue altre esperienze in campo lavorativo, vi è anche quella di tesoriere dell'Arel.
Alle elezioni politiche del 1992 viene candidato alla Camera dei deputati, tra le liste della Democrazia Cristiana (DC) nella circoscrizione Bologna-Ferrara-Ravenna-Forlì, ed eletto per la prima volta deputato.
Nel 1994, con lo scioglimento della DC, aderisce alla rinascita del Partito Popolare Italiano (PPI) di Mino Martinazzoli, con cui alle elezioni politiche del 27 marzo viene rieletto alla Camera tra le liste del Patto per l'Italia (coalizione di centro a cui aderiva il PPI).
Ha successivamente confermato il suo seggio da deputato anche nel 1996. Sottosegretario di Stato al Ministero del tesoro nel primo governo Prodi e sottosegretario di Stato al Ministero del tesoro, del bilancio e della programmazione economica nel primo e secondo governo D'Alema, è stato esponente della Margherita con cui è approdato alla Camera nel 2001 ed al Senato al termine delle elezioni politiche del 2006.
Pinza ha fatto parte del secondo governo Prodi in qualità di viceministro dell'Economia e delle Finanze.
Il 26 ottobre 2006 si dimette da senatore, lo sostituisce Luca Marcora.
Il 17 maggio 2013 viene eletto presidente della Fondazione della Cassa di Risparmio di Forlì.

## Incarichi parlamentari

### Camera dei deputati

#### XI legislatura
- Componente della Giunta per le autorizzazioni a procedere in giudizio (dal 25 maggio 1992 al 14 aprile 1994);[3]
- Componente della Comitato parlamentare per i procedimenti di accusa (dal 17 giugno 1992 al 14 aprile 1994);[3]
- Componente della 6ª Commissione Finanze (dal 10 giugno 1992 al 14 aprile 1994);[3]
- Componente della Commissione parlamentare per il parere al governo sui testi unici concernenti la riforma tributaria (dal 13 ottobre 1992 al 14 aprile 1994);[3]

#### XII legislatura
- Vicepresidente della Giunta per le autorizzazioni a procedere in giudizio (dal 25 maggio 1994 al 8 maggio 1996);[4]
- Vicepresidente della 6ª Commissione Finanze (dal 25 maggio 1994 al 8 maggio 1996);[4]
- Componente della Giunta per le autorizzazioni a procedere in giudizio (dal 19 maggio 1994 al 8 maggio 1996);[4]
- Componente della Giunta per il Regolamento (dal 27 aprile 1994 al 8 maggio 1996);[4]
- Componente della Comitato parlamentare per i procedimenti di accusa (dal 19 maggio 1994 al 8 maggio 1996);[4]

#### XIII legislatura
- Componente della 6ª Commissione Finanze (dal 4 giugno 1996 al 11 gennaio 2000);[5]
- Componente della 13ª Commissione Agricoltura (dall'11 gennaio 2000 al 29 maggio 2001);[5]

#### XIV legislatura
- Capogruppo della Margherita nella 6ª Commissione Finanze (dal 22 giugno 2001 al 27 aprile 2006)
- Componente della 6ª Commissione Finanze (dal 21 giugno 2001 al 27 aprile 2006)

### Senato della Repubblica
- Componente della 9ª Commissione Agricoltura e produzione agroalimentare (dal 6 giugno al 26 ottobre 2006) (sostituito da Luigi Lusi);[6]